# Guggenheim muzej u Bilbau
Muzej Guggenheim u Bilbau (baskijski: Guggenheim Bilbao Museoa, španjolski: Museo Guggenheim Bilbao) je muzej moderne i suvremene umjetnosti koji je projektirao kanadsko-američki arhitekt Frank Gehry, a izgradila tvrtka Ferrovial. Ovaj je muzej jedan od mnogih muzeja koji pripadaju Zakladi Guggenheim. Izgrađen je uz rijeku Nervión, koja prolazi kroz u baskijski grad Bilbao i ulijeva se u Atlantik. Nalazi se preko puta luke s kojom je spojen mostom i okružen je sa svih strana vodenim vrtom. 

## Zgrada
Zgrada muzeja Guggenheim u Bilbau se smatra za jednu od najvažnijih građevina postmoderne arhitekture jer se drži za prijelomno zdanje na kojemu su se akademici, kritika i opća publika usuglasili odobravanjem.
Kiparski oblikovan krov, kao i cijeli muzej, ima plašt od izuzetno skupocjenog i za arhitekturu neobičnog materijala, titanija. Zbog titanijskog plašta, boja muzeja se mijenja ovisno o dobu dana i količini sunčeve svjetlosti; najčešće su to srebrna, zlatna i plava. Krivocrtne mase su kontrastne ortodoksnom dekonstruktivizmu koji ističe ravne plohe i oštre kutove. Ekscentrični oblici i glatke nepravilne krivulje, dizajnirane da „hvataju svjetlost”, su zaslužne su za nadimak koji je dobio muzej, „Metalni cvijet“. Legendarni arhitekt Phillip Johnson ju je nazvao „najvećom zgradom našeg vremena“.
Unutrašnjost je jednako, ako ne i više, spektakularna. Vjerojatno najsenzacionalnija prostorija je veliki ulazni atrij iz kojega se može vidjeti zaljev i okolna brda Baskije Mreža uskih mostova je spojena s dizalom, dok atrij sadrži spiralne stupove iza kojih se otvara niz staklenih zidova i krovnih prozora. Unutra je deset konvencionalnih, pravocrtnih izložbenih prostorija koje sadrže najveća djela moderne umjetnosti, i devet ogromnih, neobično oblikovanih, galerija u kojima su smješteni suvremeni radovi. Najveća galerija ima promjer 30 x 130 m. Površinom od 24.000 m², od kojih je 11.000 m² izložbenog prostora, Guggenheim u Bilbau je po otvaranju imao više izložbenog prostora od tri ostale Guggenheim kolekcije u New Yorku i Veneciji.
Gehry je prvo zamislio oblik muzeja, kao i sa svim dotadašnjim radovima, pomoću ručno nacrtane skice. No, razvoj tehnologije je ono što je omogućilo izgradnju tako velebnog muzeja. Da nije koristio računalni 3D program CATIA (oblikovanje potpomognuto računalom tvrtke „Dessault Systems“, izvorno namijenjen digitalnom dizajniranju i preciznom projektiranju dijelova za francusku zrakoplovnu industriju), izgradnja bi bila nedopustivo skupa, i njegov dizajn ne bi vidio svjetlo dana. 
Izgradnja je koštala 89 milijuna $, a otvorio ju kralj Juan Carlos I. 18. listopada 1997. godine. Sama zgrada je u potpunosti zasjenila izloške, ali je privukla mnoštvo posjetitelja u dotada zabačeni industrijski gradić. U prvih 12 mjeseci nakon otvaranja, 160 milijuna američkih dolara je dodano u proračun pokrajine Baskije. Danas se takav učinak arhitekture na ekonomiju i kulturno oživljavanje naziva „Bilbao efekt“.

## Kolekcija
U središnjoj galeriji je izložena skulptura Zmija, koju je američki kipar Richard Serra napravio posebno za otvorenje muzeja. God. 2005. oko nje je postavljeno sedam drugih skulptura čineći monumentalnu instalaciju Pitanje vremena dulju od 100 m. Pred toga, u muzeju je po otvorenju bilo izloženo oko 300 djela moderne umjetnosti od kubizma do suvremene umjetnosti, a kolekcija se konstantno širi djelima mnogih suvremenih umjetnika kao što su: Willem de Kooning, Mark Rothko, Clyfford Still, Francesco Clemente, Anselm Kiefer, Jenny Holzer i dr.
U muzeju se može vidjeti stalni postav, ali i mnoge gostujuće izložbe kako španjolskih, tako i svjetskih umjetnika. Tako je 2012. godine izložba Davida Hockneya privukla više od 290.000 posjetitelja.
- Andy Warhol, Sjene
- Louise Bourgeois, Maman, 1997.
- Jenny Holzer, Instalacija za Bilbao, 1997.
- Sol LeWitt, Geometrijski oblici, mural 831, 1997.
- Jeff Koons, Tulipani, 1995.-2004.
- Iñaki Crespo, Muzej Gugenheim u Bilbau
- Juan Muñoz, 2008.
- Anish Kapoor, Visoko drvo i oko, 2009.
- Most Puente de La Salve 2014.

## Vanjske poveznice
- Priča o Guggenheim muzejima na arhitektonskerazglednice.com
- Guggenheim muzej u Bilbau, punkufer.hr
- Guggenheim muzej u Bilbau, thoriumaplus.com
- Scholars on Bilbao  Arhivirana inačica izvorne stranice od 15. listopada 2022. (Wayback Machine) - akademski članci o urbanoj obnovi Bilbaoa
- Bilbao. Basque Pathways to Globalization  Arhivirana inačica izvorne stranice od 22. siječnja 2013. (Wayback Machine)